# Keskaradaddi, Athni
Keskaradaddi là một làng thuộc tehsil Athni, huyện Belgaum, bang Karnataka, Ấn Độ.